# Johann Gottlieb Heineccius
Johann Gottlieb Heineccius (11 septembre 1681 - 31 août 1741) est un juriste, philosophe et professeur allemand né à Eisenberg en duché de Saxe-Eisenberg.

## Biographie
Heineccius étudie la théologie à l'université de Leipzig et le droit à l'université de Halle. En 1713, il est nommé professeur de philosophie à cette dernière université. En 1718, il est nommé professeur de jurisprudence. Plus tard, il s'occupe de droit à Franeker aux Pays-Bas et à Francfort. En 1733, il retourne à Halle en tant que professeur de philosophie et jurisprudence.
Heineccius suit les préceptes de l'école des juristes philosophes. Il envisage la loi comme une science, plutôt que comme un art empirique qui ne voit les lois que comme un instrument pour émettre le plus rapidement les jugements. Heineccius s'appuie donc continuellement sur les principes premiers et développe sa doctrine légale en tant que système philosophique.
Son frère, Johann Michael Heineccius (1674–1722), est prédicateur et théologien.

## Œuvres
Liste d'ouvrages les plus connus :

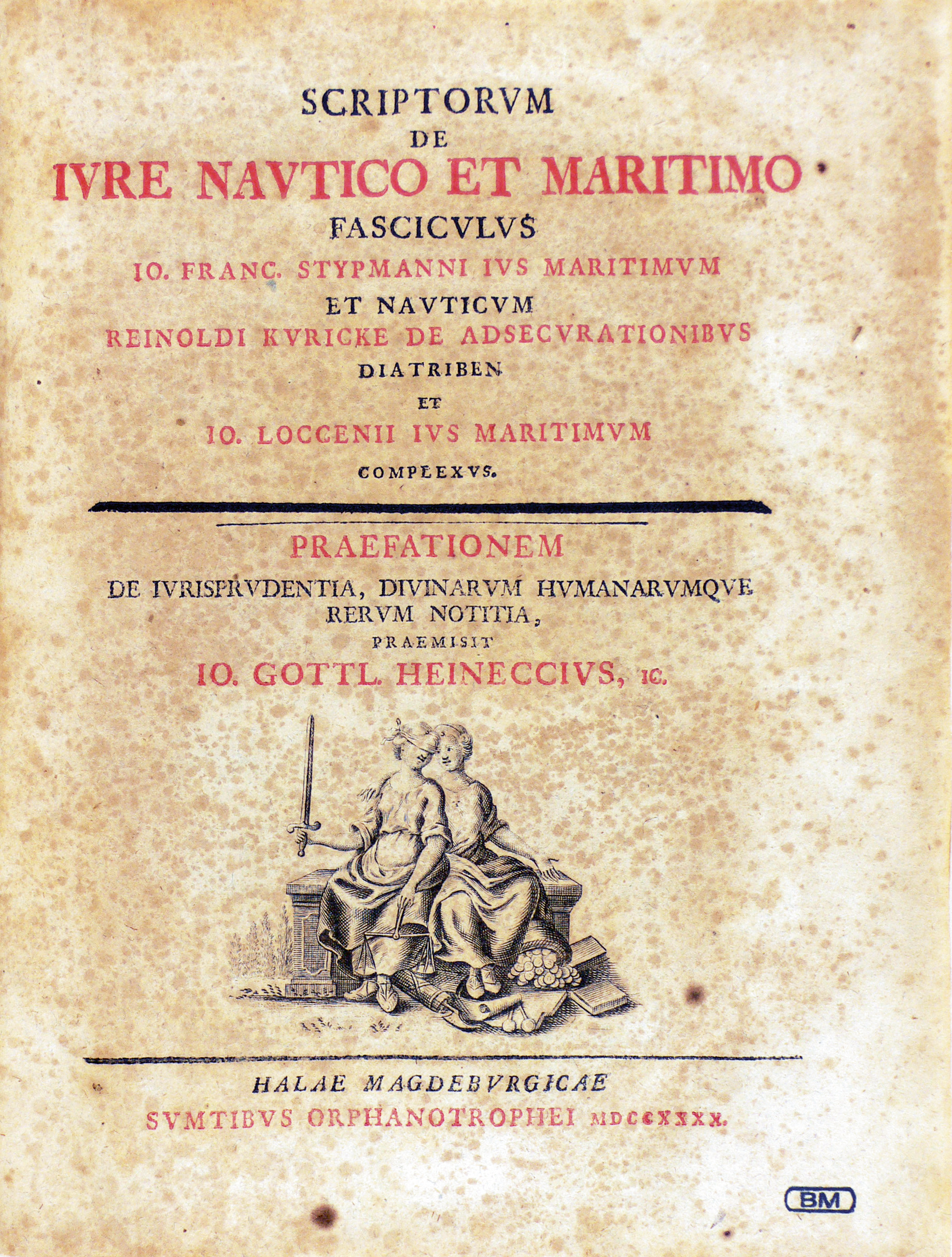
Scriptorum de iure nautico, 1740.

- Antiquitatum Romanarum jurisprudentiam illustrantium syntagma (1718)
- Historia juris civilis Romani ac Germanici (1733)
- Elementa juris Germanici (1735)
- Elementa juris naturae et gentium (1737 ; traduit en anglais par Turnbull à Londres en 1763)

Heineccius a aussi écrit sur des sujets philosophiques, et édités les travaux de plusieurs juristes dits classiques. Son Opera omnia (9 volumes, Genève, 1771, etc.) a été édité par son fils Johann Christian Gottlieb Heineccius (1718–1791).
- (it) Elementa iuris cambialis, Roma, Tipografia di Giovanni Ferretti, 1842 (lire en ligne)

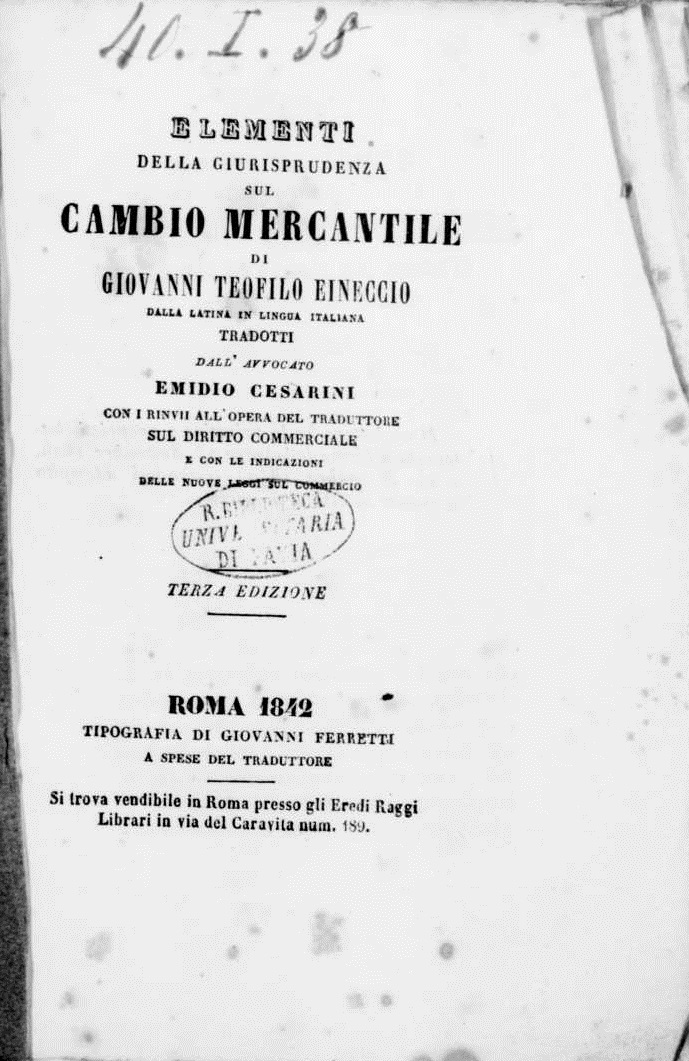
Elementa iuris cambialis, 1842